# Comodica signata
Comodica signata är en fjärilsart som beskrevs av Clarke 1986. Comodica signata ingår i släktet Comodica och familjen äkta malar. Inga underarter finns listade i Catalogue of Life.